# Félix Forissier
Félix Forissier (1998) es un deportista francés que compite en triatlón.
Ganó tres medallas en el Campeonato Mundial de Triatlón Campo a Través entre los años 2022 y 2025. Además, obtuvo una medalla en el Campeonato Mundial de Xterra Triatlón de 2023 y tres medallas en el Campeonato Europeo de Xterra Triatlón entre los años 2021 y 2023.

## Palmarés internacional
| Campeonato Mundial | Campeonato Mundial    | Campeonato Mundial | Campeonato Mundial |
| Año                | Lugar                 | Medalla            | Prueba             |
| ------------------ | --------------------- | ------------------ | ------------------ |
| 2022               | Târgu Mureș (Rumania) | Medalla de plata   | Individual         |
| 2023               | Ibiza (España)        | Medalla de oro     | Individual         |
| 2025               | Pontevedra (España)   | Medalla de oro     | Individual         |

| Campeonato Mundial | Campeonato Mundial           | Campeonato Mundial | Campeonato Mundial |
| Año                | Lugar                        | Medalla            | Prueba             |
| ------------------ | ---------------------------- | ------------------ | ------------------ |
| 2023               | Trento (Italia)              | Medalla de plata   | Individual         |
| Campeonato Europeo |                              |                    |                    |
| Año                | Lugar                        | Medalla            | Prueba             |
| 2021               | Trento (Italia)              | Medalla de plata   | Individual         |
| 2022               | Prachatice (República Checa) | Medalla de plata   | Individual         |
| 2023               | Namur (Bélgica)              | Medalla de oro     | Individual         |